# Penryn (мікроархітектура)

Мікроархітектура Intel Core 2.

Penryn — кодова назва 45-нанометрової виробничої технології від компанії Intel з використанням металевих затворів Hi-k без вмісту свинцю. У процесорах Core 2, вона використовується з кодовими назвами Penryn (Socket P), Wolfdale (LGA 775) і Yorkfield (MCM, LGA 775), деякі з яких також продаються як Celeron, Pentium і Xeon процесори. У бренді Xeon використовуються кодові імена Wolfdale-DP та Harpertown для LGA 771 з двома або чотирма активними ядрами Wolfdale. Чипи бувають двох розмірів, з 6 Мб і 3 Мб кеш-пам'яттю L2. Зменшений варіант зазвичай називають Penryn-3M і Wolfdale-3M, а також Yorkfield-6M, відповідно. Одноядерні версії Penryn-L не є окремою моделі, як Merom-L, а є версією Penryn-3M з одним активним ядром. Одним з найважливіших нововведень є використання процесорами нових інструкцій (SSE4), а також використання нових матеріалів — діелектриків з високою діелектричною проникністю (high-Κ) на основі гафнію. Також Penryn працює з серією чипсетів Bearlake, деякі моделі яких підтримують новий стандарт DDR3 SDRAM, і підтримують процесори з шиною даних 1333 МГц, 1600 МГц. У ноутбуках та інших мобільних системах Penryn працює на чипсеті Crestline, у якому відключено підтримку DDR3 або на GS45, який підтримує як DDR2, так і DDR3.

## Об'єм кеш-пам'яті другого рівня
- Базові моделі Penryn мають позначення P8100, P8300, E7200. У них присутня тільки 3 МБ кеш-пам'яті другого рівня, а мінімальна тактова частота у моделі P8100 становить 2,1 ГГц.
- Модель P9500 пропонує тактову частоту 2,6 Ггц і має на борту 6 МБ кеш-пам'яті другого рівня.

## Хронологія масового використання
- 2007, листопад — початок випуску процесорів сімейства Penryn від Intel.
- 2008, 6 січня — у продаж надійшли перші партії процесорів Penryn, випущених під маркою «Core 2 Duo» і «Core 2 Extreme».
- 2008, кінець січня — дата перших поставок ноутбуків від компанії HP з процесором Penryn T9500.
- 2008, лютий — процесори Penryn встановлюються в ноутбуках Apple MacBook Pro A1260. Так в моделі MacBook Pro MB133 встановлений 2,4 ГГц процесор з 3 МБ кеш-пам'яттю, а в моделі MacBook Pro MB134 — 2,5 ГГц процесор з 6 Мб кеш-пам'яттю.